# USS Plunkett
Lo USS Plunkett (hull classification symbol DD-431) fu un cacciatorpediniere della United States Navy, entrato in servizio nel luglio 1940 come parte della classe Gleaves.
Durante la seconda guerra mondiale il Plunkett operò inizialmente sulle rotte dei convogli artici diretti in Unione Sovietica, per poi essere trasferito nel mar Mediterraneo e prendere parte a numerose operazioni anfibie in quel teatro, compreso lo sbarco in Sicilia e lo sbarco a Salerno; il 24 gennaio 1944, mentre operava a sostegno dello sbarco di Anzio, fu gravemente danneggiato da una bomba tedesca. In seguito, il cacciatorpediniere prese parte allo sbarco in Normandia e agli sbarchi nel sud della Francia, prima id essere richiamato in patria e dislocato nelle acque dell'oceano Pacifico subito dopo la resa del Giappone.
Posto in riserva nel 1946, il cacciatorpediniere venne ceduto a Taiwan nel 1959 ed entrò in servizio con la Marna militare della Repubblica di Cina assumendo il nuovo nome di Nan Yang; l'unità fu poi radiata dal servizio nel 1975 e avviata alla demolizione.

## Storia

### Entrata in servizio e prime operazioni
Ordinata il 17 agosto 1938 ai cantieri della Federal Shipbuilding and Drydock Company di Kearny in New Jersey, la nave venne impostata il 1º marzo 1939 e quindi varata il 7 marzo 1940 con il nome di Plunkett in onore di Charles Peshall Plunkett, contrammiraglio statunitense veterano della guerra ispano-americana e della prima guerra mondiale; madrina del varo fu la vedova dello stesso Plunkett. La nave entrò ufficialmente in servizio il 17 luglio 1940 in forza alla Atlantic Fleet, servendo nel corso delle missioni della Neutrality Patrol nelle acque dell'oceano Atlantico e del Mar dei Caraibi; in questo periodo pattugliò le acque del porto messicano di Tampico per sorvegliare la partenza dei mercantili tedeschi, e quelle delle Antille francesi per osservare i movimenti delle unità navali fedeli alla Francia di Vichy.
Al momento dell'attacco di Pearl Harbor del 7 dicembre 1941 e della conseguente entrata degli Stati Uniti nella seconda guerra mondiale, il Plunkett era impegnato a pattugliare la rotta tra Argentia e Reykjavik; nell'aprile 1942 il cacciatorpediniere si trasferì a Scapa Flow per operare insieme alle unità della Home Fleet britannica nella scorta ai convogli mercantili lungo la "rotta ratica" tra il Regno Unito e il nord della Russia. Richiamato in patria alla metà di maggio 1942, operò poi lungo la East Coast statunitense e nelle acque dei Caraibi in missioni di scorta ai convogli mercantili; tra il 2 e il 18 novembre partecipò all'invasione anfibia alleata del Nordafrica francese (operazione Torch) scortando un convoglio da New York a Casablanca per poi pattugliare le coste del Marocco francese. Dopo un'altra traversata atlantica diretta a Casablanca, fino all'inizio di maggio 1943 il Plunkett scortò convogli nelle acque di casa; il 10 maggio il cacciatorpediniere si trasferì a Orano in Algeria per partecipare alle previste operazioni anfibie alleate nel teatro bellico del mar Mediterraneo.

### Operazioni in Mediterraneo e in Normandia

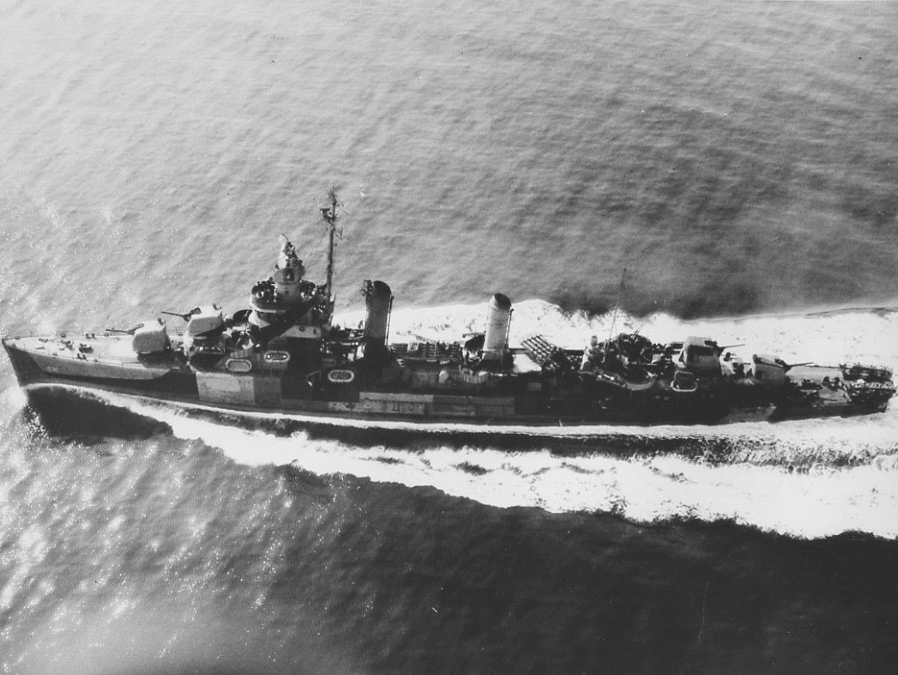
La nave in navigazione nel marzo 1945

Dal 10 luglio 1943 il Plunkett partecipò alle operazioni anfibie dello sbarco in Sicilia, scortando i convogli, pattugliando le acque davanti Gela e appoggiando sbarchi minori lungo la costa settentrionale della Sicilia nel corso della campagna alleata per l'occupazione dell'isola. A partire dal 9 settembre invece il cacciatorpediniere operò nel corso degli eventi dello sbarco a Salerno, scortando i convogli e bombardando le postazioni nemiche con i suoi grossi calibri. Il 13 settembre partecipò alle operazioni di soccorso dei naufraghi della nave ospedale britannica HMHS Newfoundland, centrata dagli aerei tedeschi davanti Salerno, dando poi il colpo di grazia al relitto il 14 settembre; il 9 ottobre invece soccorse tredici naufraghi del cacciatorpediniere USS Buck, silurato e affondato da un sommergibile tedesco a sud dell'isola di Capri. Il Plunkett operò poi nella scorta dei convogli lungo le rotte tra Napoli e i porti del Nordafrica fino al 21 gennaio 1944, quando fu in azione durante lo sbarco di Anzio; nel pomeriggio del 24 gennaio, mentre operava al largo della testa di ponte alleata di Anzio, il cacciatorpediniere cadde vittima di un attacco aereo tedesco: una bomba planante lanciata da un bombardiere Junkers Ju 88 centrò il Plunkett causando un incendio e gravi danni a bordo, oltre a 23 morti, 28 dispersi e diversi feriti tra il suo equipaggio. Dopo aver lottato per mezz'ora con le fiamme, l'equipaggio riuscì a estinguere gli incendi a bordo e il Plunket poté dirigere a lento moto a Palermo; dopo alcune riparazioni d'emergenza, il cacciatorpediniere si trasferì quindi via Casablanca a New York, dove fu messo in cantiere per i lavori.
La nave lasciò New York il 5 maggio 1944, arrivando a Belfast il 14 maggio e trasferendosi poi nelle acque della Manica per partecipare al progettato sbarco in Normandia. Il 6 giugno 1944 il Plunkett supportò gli sbarchi dei reparti statunitensi a Omaha Beach, continuando poi a operare al largo della testa di ponte alleata in Normandia; il 25 giugno partecipò al bombardamento delle fortificazioni tedesche di Cherbourg. Nel corso del luglio seguente il Plunkett si trasferì nuovamente nel mar Mediterraneo, partecipando il 15 agosto agli sbarchi anfibi dell'operazione Dragoon nel sud della Francia; in seguito, supportò l'avanzata dei reparti alleati in Provenza conducendo varie missioni di bombardamento costiero. Il 23 novembre lasciò il teatro operativo per rientrare negli Stati Uniti, raggiungendo New York il 16 gennaio 1945 di scorta a un convoglio di mercantili. Una volta in patria il Plunkett fu impegnato principalmente in esercitazioni e test, riprendendo le operazioni di scorta ai convogli transatlantici in maggio quando ormai le ostilità in Europa erano prossime al termine. Richiamato sulla Esat Coast, il 6 agosto salpò per trasferirsi, via canale di Panama, nelle acque dell'oceano Pacifico per essere impiegato nelle ostilità contro l'Impero giapponese; raggiunta San Diego, la nave fu qui sorpresa dall'annuncio della resa del Giappone il 15 agosto 1945.

### Il dopoguerra
Inviato in settembre a operare a sostegno delle forze di occupazione statunitensi dislocate in Giappone, il Plunkett fu poi impegnato in missioni di trasporto verso le Filippine fino a novembre, quando fu spostato nelle acque delle isole Aleutine. Richiamato sulla Esat Coast, il cacciatorpediniere raggiunse Charleston il 3 maggio 1946 dove fu posto in riserva.
La nave rimase inoperosa a Charleston fino al 16 febbraio 1959 quando, nell'ambito dei programmi di assistenza militare degli Stati Uniti a favore del governo nazionalista cinese riparato a Taiwan, fu ceduto alla Marna militare della Repubblica di Cina assumendo il nuovo nome di Nan Yang. L'unità continuò a operare con i suoi nuovi proprietari fino al 1975, quando fu radiata per obsolescenza e avviata alla demolizione.